# Aleksandr Koczijew
Aleksandr Wasiljewicz Koczijew, ros. Александр Васильевич Кочиев (ur. 25 marca 1956 w Leningradzie) – rosyjski szachista, arcymistrz od 1977 roku.

## Kariera szachowa
W 1974 zajął VI miejsce w mistrzostwach świata juniorów do 20 lat w Manili, natomiast na przełomie lat 1975 i 1976 odniósł największy sukces w karierze, zdobywając w Groningen tytuł mistrza Europy w tej samej kategorii wiekowej. Trzykrotnie (1978, 1980, 1981) zdobył złote medale na drużynowych mistrzach świata juniorów do 26 lat.
Do międzynarodowych sukcesów Aleksandra Koczijewa należą m.in.:
- dz. I m. w Dortmundzie (1977, wspólnie z Janem Smejkalem)
- dz. II m. w Hastings (1978/79, za Ulfem Anderssonem, wspólnie z Istvanem Csomem, Jewgienijem Wasiukowem i Jonathanem Speelmanem)
- I m. w Reggio Emilii (1979/80)
- dz. I m. w Somborze (1980, wspólnie z Krunoslavem Hulakiem)
- I m. w Starym Smokovcu (1982)
- dz. I m. w Dreźnie (1984, wspólnie z Peterem Endersem)
- dz. III m. w Dreźnie (1985, za Siergiejem Smaginem i Walerijem Czechowem, wspólnie z Wolfgangiem Uhlmannem)
- III m. w Dreźnie (1986, za Rustemem Dautowem i Siergiejem Kaliniczewem)
- dz. III m. w Tallinnie (1985, za Siergiejem Dołmatowem i Giennadijem Kuźminem, a wraz z Wiktorem Gawrikowem, Milanem Draško i Michaiłem Talem)
- dz. I m. w Tallinnie (1989, turniej B, wspólnie z Larsem Schandorffem)
- III m. w Helsinkach (1989, za Veijo Makim i Lembitem Ollem)
- I m. w Espoo (1990)
- dz. II m. w Petersburgu (1997, turniej B, za Wasilijem Jemielinem, wspólnie z Walerijem Popowem i Kalle Kiikiem).

Najwyższy wynik rankingowy w karierze osiągnął 1 stycznia 1978; mając 2555 punktów zajmował wówczas 31–35. miejsce na światowej liście FIDE. Od 2005 nie uczestniczy w turniejach klasyfikowanych przez Międzynarodową Federację Szachową.